# Radical 213
Le radical 213 signifiant tortue, est l'un des deux seuls des 214 radicaux de Kangxi qui sont composés de 16 traits.  Dans le dictionnaire de caractères de Kangxi il existe 24 caractères qui sont classés sous ce radical, sur un total de plus de 40 000.

## Caractères avec le radical 212

| strokes                   | character |
| ------------------------- | --------- |
| Sans trait supplémentaire | 龜        |
| 5 traits supplémentaires  | 龝        |
| 12 traits supplémentaires | 龞        |

## Variantes
| Dictionnaire de caractères de Kangxi | Corée | Taïwan | Chine | Shinjitai | Simplifié |
| ------------------------------------ | ----- | ------ | ----- | --------- | --------- |
| 龜                                   | 龜    | 龜     | 龜    | 亀        | 龟        |